# 世界遺産センター
世界遺産センター（せかいいさんセンター、The World Heritage Centre）は、国際連合教育科学文化機関 (ユネスコ) の世界遺産委員会の事務局として機能している組織である。ユネスコ世界遺産センター（ユネスコせかいいさんセンター、UNESCO World Heritage Centre）とも。ユネスコの文化セクターに属し、1992年にユネスコの文化遺産部から独立する形で、フランス・パリのユネスコ本部に設置された。

## 発足
世界遺産条約が成立した当初、世界遺産事務はユネスコの文化遺産部が担当していたが、仕事量の増大に対応するために、1992年に世界遺産センターが成立した。当初、世界遺産センターとユネスコ文化遺産部では担当部門に重複があり、ぶつかりあうこともあったため、世界遺産センターが不動産の文化遺産を、文化遺産部は世界遺産条約が対象としていない動産の文化財や無形文化遺産を担当する形で、機能がはっきりと分けられた。

## 業務
「世界遺産条約履行のための作業指針」（以下「作業指針」）では、世界遺産センターの業務は第27項から第29項で規定されている。第27項では世界遺産委員会の事務局であることと、世界遺産センター長が世界遺産委員会の秘書をつとめることが明記されている。また、第28項と第29項では以下のように、具体的な業務内容とその注意事項が列挙されている。
28-aは毎年の世界遺産委員会の開催などについての規定である。世界遺産委員会は委員国で開催されるのが普通であり、世界遺産センターは通常その事務を取り仕切る。ただし、開催予定国で何らかの不測の事態が起こったときには、委員会会合自体が世界遺産センターのあるユネスコ本部で代替開催されることがある。21世紀に入ってからの例だと、SARSの流行で蘇州（中華人民共和国）での開催が見送られた第27回世界遺産委員会（2003年）、反政府デモなどの混乱でバーレーンでの開催が見送られた第35回世界遺産委員会（2011年）、クーデター未遂事件の影響で当初予定していた会期の短縮を余儀なくされた第40回世界遺産委員会（2016年）などが該当する。
28-cは世界遺産の新規推薦に関わる業務で、世界遺産委員会が原則として6月に開催されるようになってからは、審議を予定する年の前年2月1日までに正式な推薦書を世界遺産センターに提出しなければならないことになっている。
28-eの「リアクティブモニタリング」は「作業指針」第169項で定義されている監視の仕組みで、危機にさらされている世界遺産（危機遺産）を含む、何らかの脅威にさらされている特定の世界遺産に対して適用される制度である。
28-fから28-i には世界遺産基金の運用も関連しており、金額が少ない場合には、世界遺産センター長の承認によって拠出される場合もある（世界遺産基金#承認機関参照）。

## センター長
初代のセンター長には、ドイツ人のバーン・フォン・ドロステ (Bernd von Droste) が就任した（任期1992年 - 1999年）。ドロステの定年退職後、一時的にユネスコ文化遺産部のブシュナキ部長が兼任する体制がとられたが（1999年 - 2000年）、一般公募を経て、イタリア人のフランチェスコ・バンダリン (Francesco Bandarin) が第2代センター長に正式就任した。バンダリンはヴェネツィア出身の建築・都市計画の専門家で、2000年9月20日からその任に当たり、2010年までその地位にあった。
2011年3月14日、キショール・ラオ (Kishore Rao) が就任。ラオはインド出身の森林管理や自然保護の専門家で、世界遺産センター次長なども務めていた。
2015年9月22日からはメヒティルト・レスラーがセンター長になっている。レスラーはドイツ出身の文化地理学者で、副センター長からの昇格となった。

## 日本語訳された著書
- ユネスコ世界遺産センター監修『ユネスコ世界遺産』全13巻、講談社
  - これは各巻の冒頭に記載された説明によると、ユネスコ、講談社、スペインのプラサ・イ・ハネス社、ドイツのフェアラークスハウス・シュトゥットガルト社の四者の共同出版となっており、講談社版はプラサ・イ・ハネス社のスペイン語版が元になっている[10]。

## 関連プロジェクト
2025年2月、世界遺産センター所長のラザール・エルンドゥ・アソモは、ALIPH財団、Iconem、Microsoft、Planet Labs PBCと共同で発足した人工知能・衛星画像・3次元モデリングを統合する非営利プロジェクトHeritageWatch.AIを、災害時における現地情報の取得が遅れがちな課題を改善しうる画期的な取り組みであると評価した。